# 세종대성고등학교
세종대성고등학교(世宗大聖高等學校)는 대한민국 세종특별자치시 어진동에 있는 사립 고등학교이다.

## 학교 연혁
- 1966년 3월 16일 : 성남고등학교 3학급 인가
- 1966년 3월 16일 : 초대 교장 윤치영 취임
- 1969년 1월 17일 : 제1회 졸업식
- 1999년 9월 20일 : 예술계(애니메이션과, 연극영화과) 2학급 인가
- 2004년 6월 25일 : 예술계(만화창작과, 뮤지컬과) 2학급 인가
- 2010년 5월 24일 : 성남고등학교 신축이전 개교
- 2017년 3월 1일 : 일반계 1학급 감축, 24학급 인가
- 2020년 3월 1일 : 세종대성고등학교로 교명 변경
- 2021년 9월 1일 : 제15대 이재란 교장 취임
- 2023년 1월 27일 : 제55회 졸업식(남 65명, 여 95명 총 160명 졸업) 누계 졸업자수 12,066명
- 2023년 3월 2일 : 2023학년도 입학(남 100명, 여 108명 총 208명 입학)

## 참고 자료
- 세종대성고등학교 - 한국교육학술정보원 학교알리미